# Witten
Witten je město v německé spolkové zemi Severní Porýní-Vestfálsko. Leží v zemském okrese Ennepe-Rúr, který je součástí vládního obvodu Ansberg. Město je také součástí Regionálního sdružení Vestfálska-Lippe. Protéká jím řeka Rúr. Witten sousedí s řadou dalších měst, například Bochumí, Dortmundem, Herdreckem, Wetterem, Sprockhövelem a Hattingenem. V roce 2011 zde žilo přes 96 tisíc obyvatel.
První zmínka o městu jako takovém pochází z roku 1214, ačkoliv jeho městská část Herbede byla poprvé zmíněna již v roce 851. Do roku 1974 mělo město statut městského okresu, ale v rámci územních reforem bylo začleněno do zemského okresu Ennepe-Rúr, jehož je největším městem. Witten byl v minulosti také velkoměstem, protože počet obyvatel převýšil hranici 100 tisíc. Nejvíce obyvatel zde žilo v roce 1975, kdy mělo město přes 108 tisíc obyvatel. Ještě v roce 2001 žilo ve městě přes 101 tisíc obyvatel, ale k roku 2011 dosahoval počet obyvatel přibližně 96 tisíc. Ve Wittenu sídlí Univerzita Witten/Herdrecke, nejstarší soukromá univerzita v Německu.

## Partnerská města
- Beauvais, Francie (od roku 1975)
- Mallnitz, Rakousko (od roku 1979)
- Oblastní rada Lev ha-Šaron, Izrael (od roku 1979)
- londýnský městský obvod Barking a Dagenham, Spojené království (od roku 1979)
- Bitterfeld-Wolfen, Německo, Sasko-Anhaltsko (od roku 1990)
- Kursk, Rusko (od roku 1990)
- Tczew, Polsko (od roku 1990)
- San Carlos, Nikaragua (od roku 1990)

## Galerie

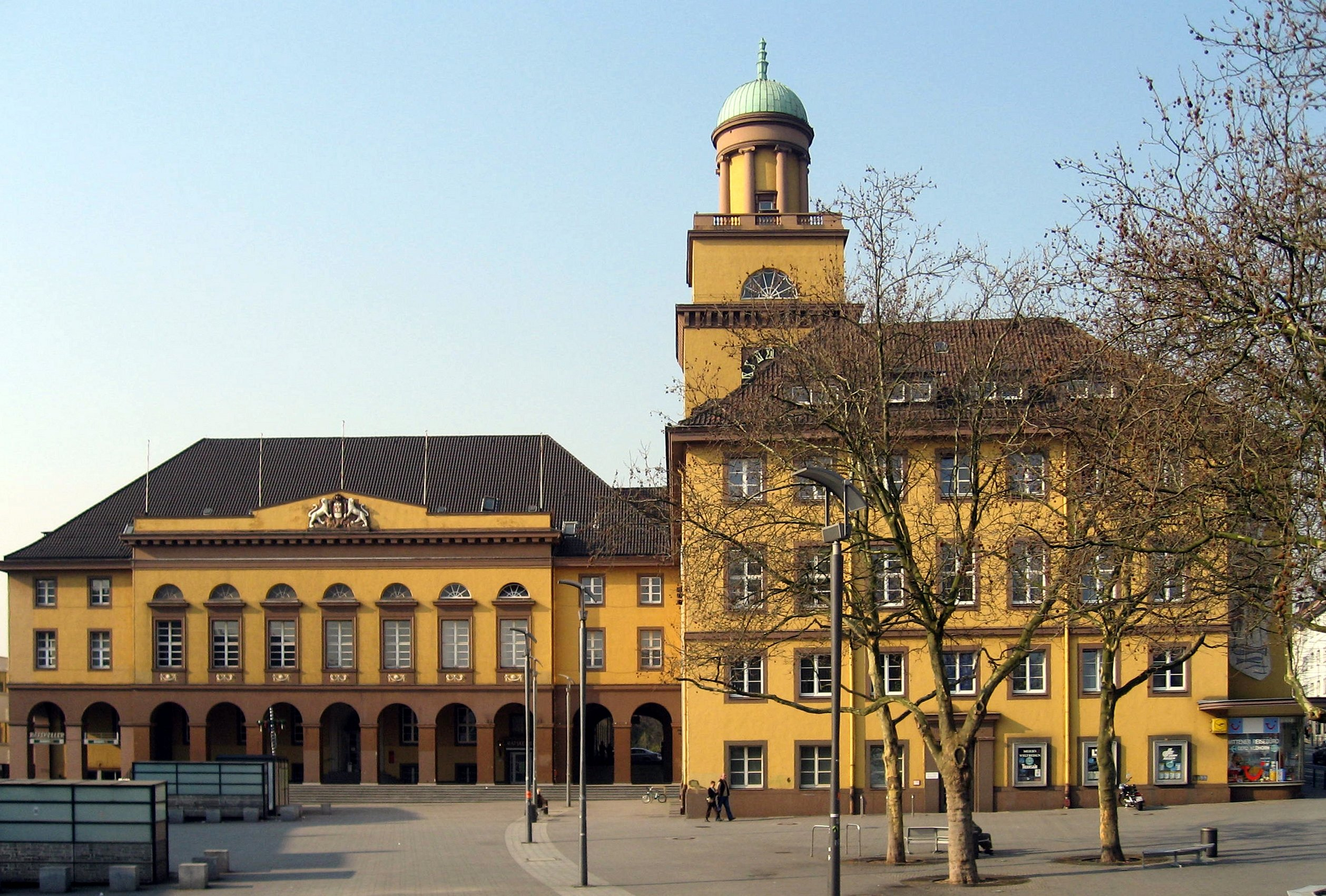
Radnice ve Wittenu
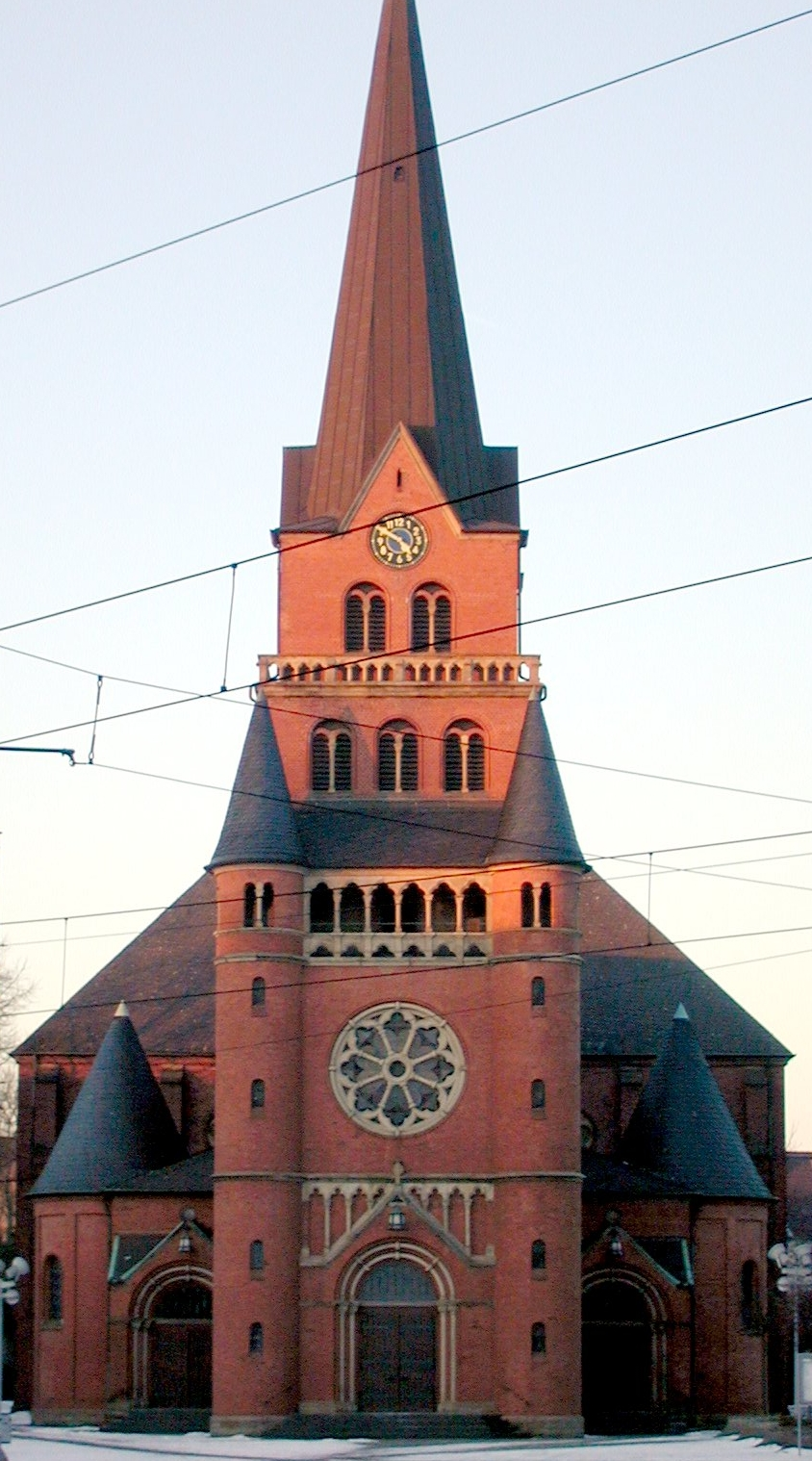
Kostel Panny Marie
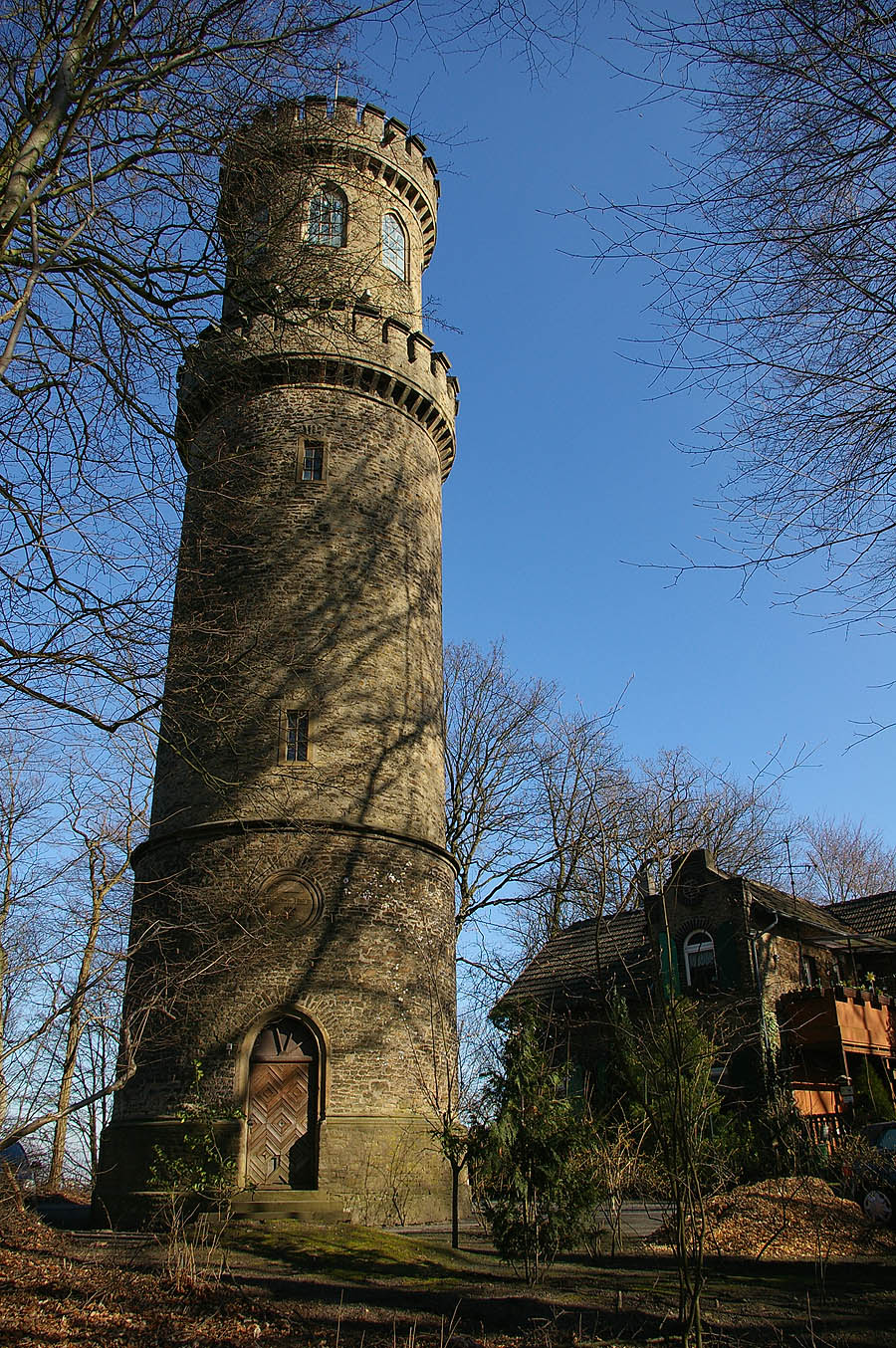
Historická věž